# 157015 Walterstraube
157015 Walterstraube è un asteroide della fascia principale. Scoperto nel 2003, presenta un'orbita caratterizzata da un semiasse maggiore pari a 3,1247466 UA e da un'eccentricità di 0,0676488, inclinata di 9,67354° rispetto all'eclittica.
L'asteroide è dedicato all'astronomo tedesco Johann Walter Straube.